# Publio
Publio  è un nome proprio di persona italiano maschile.

## Varianti
- Maschili: Pubblio[3]
- Femminili: Publia[1][3], Pubblia[3]

### Varianti in altre lingue
- Bielorusso: Публій (Publij)
- Bulgaro: Публий (Publij)
- Catalano: Publi[4]
- Croato: Publije
- Galiziano: Publio
- Greco moderno: Πόπλιος (Poplios)
- Latino: Publius[1][2][4][5]
  - Femminili: Publia[1]
- Lettone: Pūblijs
- Lituano: Publijus
- Maltese: Publju
- Polacco: Publiusz
- Portoghese: Públio
- Russo: Публий (Publij)
- Serbo: Публије (Publije)
- Spagnolo: Publio[4]
- Tedesco: Publius
- Ucraino: Публій (Publij)

## Origine e diffusione
Deriva dal praenomen romano Publius; secondo alcune fonti si basa sui termini latini populus ("popolo") e publicus ("pubblico"), con il significato di "del popolo" o "che si dedica alle cose del popolo", ossia "politico". Altre fonti sostengono invece una derivazione dall'etrusco Pupli, di significato ignoto. 
Si tratta di un nome classico, ricordato per ragioni storiche e letterarie in quanto portato da diversi personaggi dell'antica Roma, tra cui molti dei Cornelii Scipioni, nonché da diversi santi (il cui culto è stato sostanzialmente ininfluente per la diffusione del nome). Il nome è poco usato, ed è attestato per metà in Lazio.

## Onomastico
L'onomastico si può festeggiare in memoria di più santi, alle date seguenti:
- 21 gennaio, san Publio, compagno di san Paolo, secondo alcune fonti primo vescovo di Malta, secondo altre vescovo di Atene, martire sotto Traiano[6][7][8]
- 25 gennaio, san Publio, eremita presso Zeugma[4][7]
- 19 febbraio, san Publio, martire in Africa[7]
- 16 aprile, san Publio, martire a Saragozza sotto Diocleziano con altri compagni[7]
- 9 ottobre, santa Publia, vedova e monaca ad Antiochia[6][8][9]
- 12 novembre, san Publio, vescovo in Asia, oppositore dei montanisti e martire[6][7]
- 28 novembre, beato Publio Rodríguez Moslares, religioso e martire a Paracuellos de Jarama[8]

## Persone

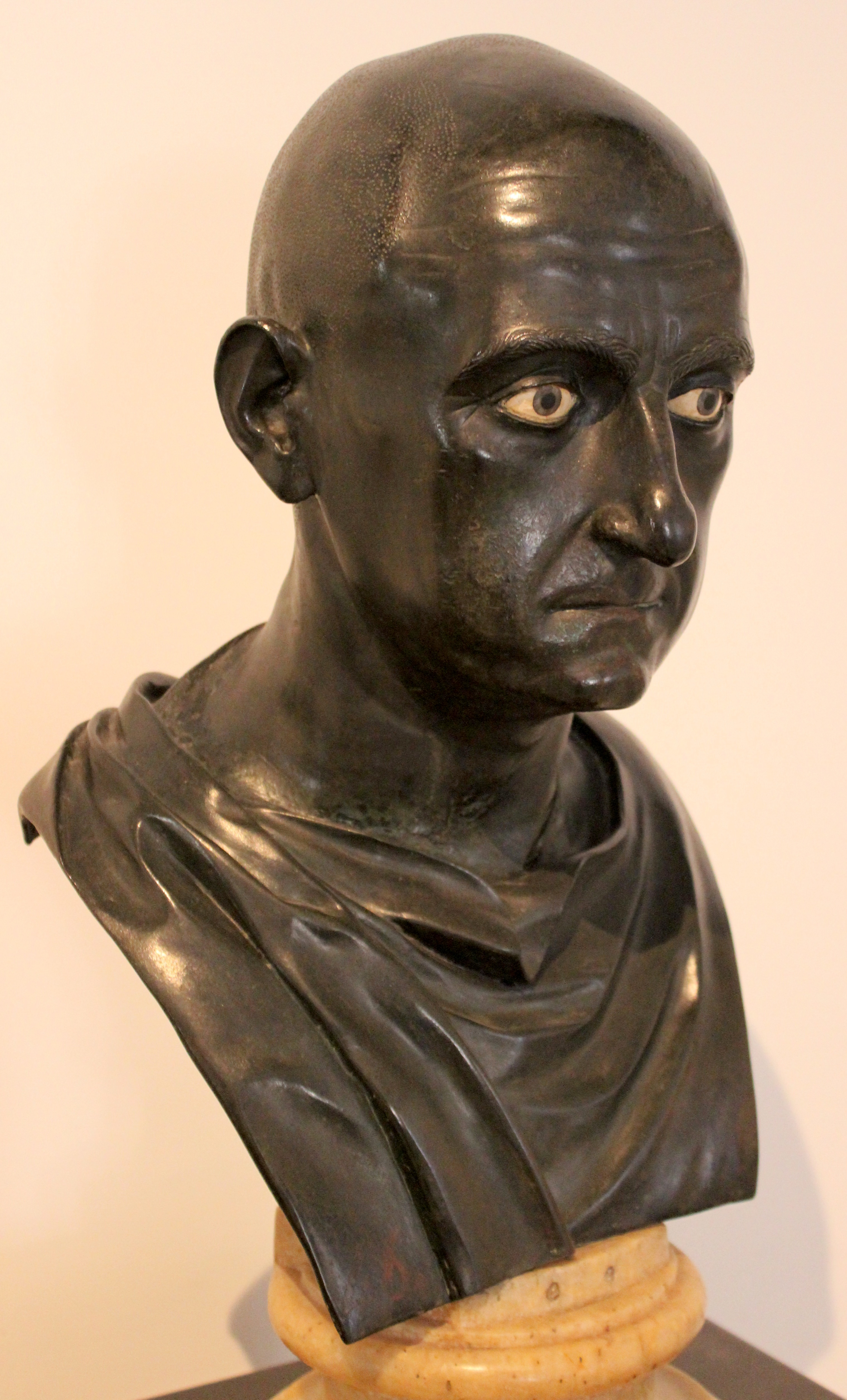
Publio Cornelio Scipione

- Publio Clodio Pulcro, politico romano
- Publio Cornelio Dolabella, politico e militare romano
- Publio Cornelio Scipione, politico e militare romano
- Publio Cornelio Tacito, storico, oratore e senatore romano
- Publio Elio Traiano Adriano, imperatore romano
- Publio Licinio Crasso, politico e militare romano
- Publio Nigidio Figulo, erudito, filosofo e grammatico romano
- Publio Ostorio Scapula, politico e militare romano
- Publio Ovidio Nasone, poeta romano
- Publio Papinio Stazio, poeta romano
- Publio Sulpicio Quirinio, politico e militare romano
- Publio Terenzio Afro, commediografo berbero
- Publio Valerio Publicola, politico e militare romano
- Publio Virgilio Marone, poeta romano
- Publio Fiori, politico italiano